# Kanton Ensisheim
Ensisheim is een kanton van het Franse departement Haut-Rhin.

## Geschiedenis
Het kanton maakte deel uit van het arrondissement Guebwiller tot dit op 22 maart 2015 fuseerde met het arrondissement Thann tot het arrondissement Thann-Guebwiller.
Op diezelfde dag werd de gemeente Pulversheim overgeheveld van kanton Ensisheim naar het kanton Wittenheim. Van het op die dag opgeheven kanton Andolsheim werden de gemeenten Artzenheim, Durrenentzen, Fortschwihr, Kunheim, Urschenheim en Widensolen overgeheveld naar het kanton Ensisheim, evenals de 16 gemeenten van het eveneens opgeheven kanton Neuf-Brisach. Hierdoor nam het aantal gemeenten in het kanton toe van 17 naar 38. Aangezien de kantons Andolsheim en Neuf-Brisach deel uitmaakten van het arrondissement Colmar valt het kanton Ensisheim nu onder de arrondissementen Colmar-Ribeauvillé en Thann-Guebwiller.

## Gemeenten
Het kanton Ensisheim omvat de volgende gemeenten:
- Algolsheim
- Appenwihr
- Artzenheim
- Balgau
- Biesheim
- Biltzheim
- Blodelsheim
- Dessenheim
- Durrenentzen
- Ensisheim (hoofdplaats)
- Fessenheim
- Fortschwihr
- Geiswasser
- Heiteren
- Hettenschlag
- Hirtzfelden
- Kunheim
- Logelheim
- Meyenheim
- Munchhouse
- Munwiller
- Nambsheim
- Neuf-Brisach
- Niederentzen
- Niederhergheim
- Oberentzen
- Oberhergheim
- Obersaasheim
- Réguisheim
- Roggenhouse
- Rumersheim-le-Haut
- Rustenhart
- Urschenheim
- Vogelgrun
- Volgelsheim
- Weckolsheim
- Widensolen
- Wolfgantzen